# Mirja du Mont

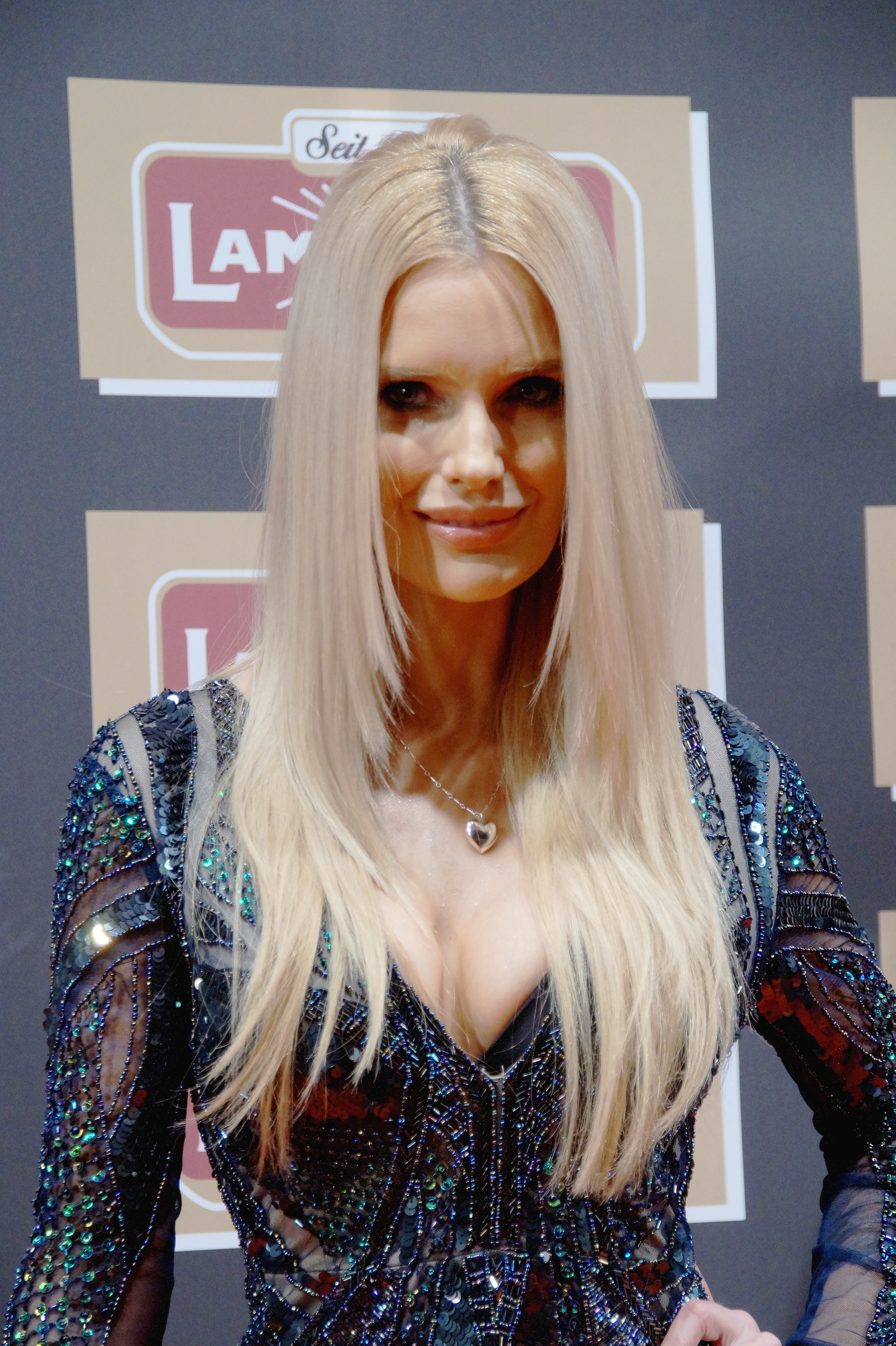
Mirja du Mont (2016)

Mirja Neven du Mont, auch Mirja du Mont bzw. Dumont (* 21. Januar 1976 in Celle als Mirja Becker), ist eine deutsche Schauspielerin und ein Model.

## Leben und Karriere
Du Mont besuchte von 1986 bis 1988 die Hauptschule, von 1988 bis 1992 die Realschule auf der Heese in Celle und von 1992 bis 1995 die gymnasiale Oberstufe des Kaiserin-Auguste-Viktoria-Gymnasiums. Nach dem Abschluss absolvierte sie von 1994 bis 1997 auf der Tierärztlichen Hochschule Hannover eine Ausbildung als Veterinärmedizinisch-Technische Assistentin. Parallel dazu begann sie 1995 ein Studium der Psychologie an der Universität Hannover. 1999 begann sie ein Studium des Sozialwesens an der Evangelischen Fachhochschule Hannover.
Bekannt wurde sie als Playboy-Playmate des Monats Januar 2000. Im selben Jahr heiratete sie den Schauspieler Sky du Mont und nahm seinen Nachnamen an.
Im Jahr 2006 spielte sie im Film 7 Zwerge – Der Wald ist nicht genug als Rotkäppchen ihre erste Filmrolle.
Du Mont war Teilnehmerin in Personality-Shows wie Quiz Taxi und Typisch Frau – Typisch Mann. Am 20. und 23. Januar 2012 (Folgen 867 und 868) hatte sie Gastauftritte in der Telenovela Anna und die Liebe. Als Model arbeitete du Mont für diverse Markenunternehmen wie zum Beispiel Tchibo.
Im Jahr 2013 nahm Du Mont an der durch mehrere internationale Hilfsorganisationen kritisierten ZDF-Sendung Auf der Flucht – das Experiment teil. In diesem Kontext hielt sie eine Ansprache bei der Verleihung des Deutschen Fernsehpreises 2013.
Zusammen mit ihrem Mann Sky du Mont veröffentlichte sie 2009 das Buch Unsere tägliche Krise gib uns heute: Eine witzige Soforthilfe für den Beziehungswahnsinn. Das Paar, das zwei Kinder hat, gab im Juli 2016 seine Trennung bekannt, 2017 wurde die 17-jährige Ehe geschieden.
2017 nahm du Mont zusammen mit Jo Weil an der Tanzshow Dance Dance Dance teil, im Februar 2021 an der Show Showtime of my life - Stars gegen Krebs bei dem Sender VOX.
2021 war sie Kandidatin der Reality-TV-Show Die Alm auf ProSieben.
Von Oktober 2021 bis Juni 2022 spielte du Mont in der täglichen Seifenoper Unter uns auf RTL die Figur der Mareike Ott, eine der Hauptrollen.

## Filmografie und Fernsehauftritte
- 2006: 7 Zwerge – Der Wald ist nicht genug (Filmrolle)
- 2006: Quiz Taxi (Quizsendung)
- 2006: Typisch Frau – Typisch Mann (TV-Spielshow)
- 2012: Anna und die Liebe (Telenovela)
- 2013: Auf der Flucht - das Experiment (Hilfsorganisationsshow)
- 2017: Dance Dance Dance (Tanzshow)
- 2021: Showtime of my life - Stars gegen Krebs (TV-Show)
- 2021: Die Alm (Reality-TV-Show)
- 2021–2022: Unter uns (Fernsehserie)
- 2025: Die Verräter – Vertraue Niemandem! (Reality-TV-Show) (Gewinnerin)